# Cornel West
Cornel Ronald West, född den 2 juni 1953, är en amerikansk filosof, akademiker, aktivist och författare samt framstående medlem av Democratic Socialists of America. West är son till en baptistpastor och fick sin grundutbildning vid Harvard University och en doktorsexamen vid Princeton University år 1980, och blev därmed den första afroamerikanen att ta examen från Princeton med en doktorsexamen i filosofi.
Den 5 juni 2023 meddelade West att han ställer upp i presidentvalet 2024.